# Ühlingen-Birkendorf
Ühlingen-Birkendorf là một xã ở huyện Waldshut trong bang Baden-Württemberg thuộc nước Đức. Dân số cuối năm 2006 là 5175 người.